# シンシナティ地下鉄計画
シンシナティ地下鉄 (シンシナティちかてつ、Cincinnati Subway) は、1920年代にアメリカ合衆国オハイオ州シンシナティ市で建設が中断された地下鉄路線(未成線)。1900年代初頭にシンシナティー市電を高度化する形で計画され、路盤が2マイル(≒3.2km)程度完成したが、第一次世界大戦後のインフレーションによる建設資金の高騰、政争の具にされたことによる資金調達の失敗、世界恐慌などにより建設が中止された。1928年に計画は正式に休止され、以降も凍結されたままである。

## 実現されなかった地下鉄

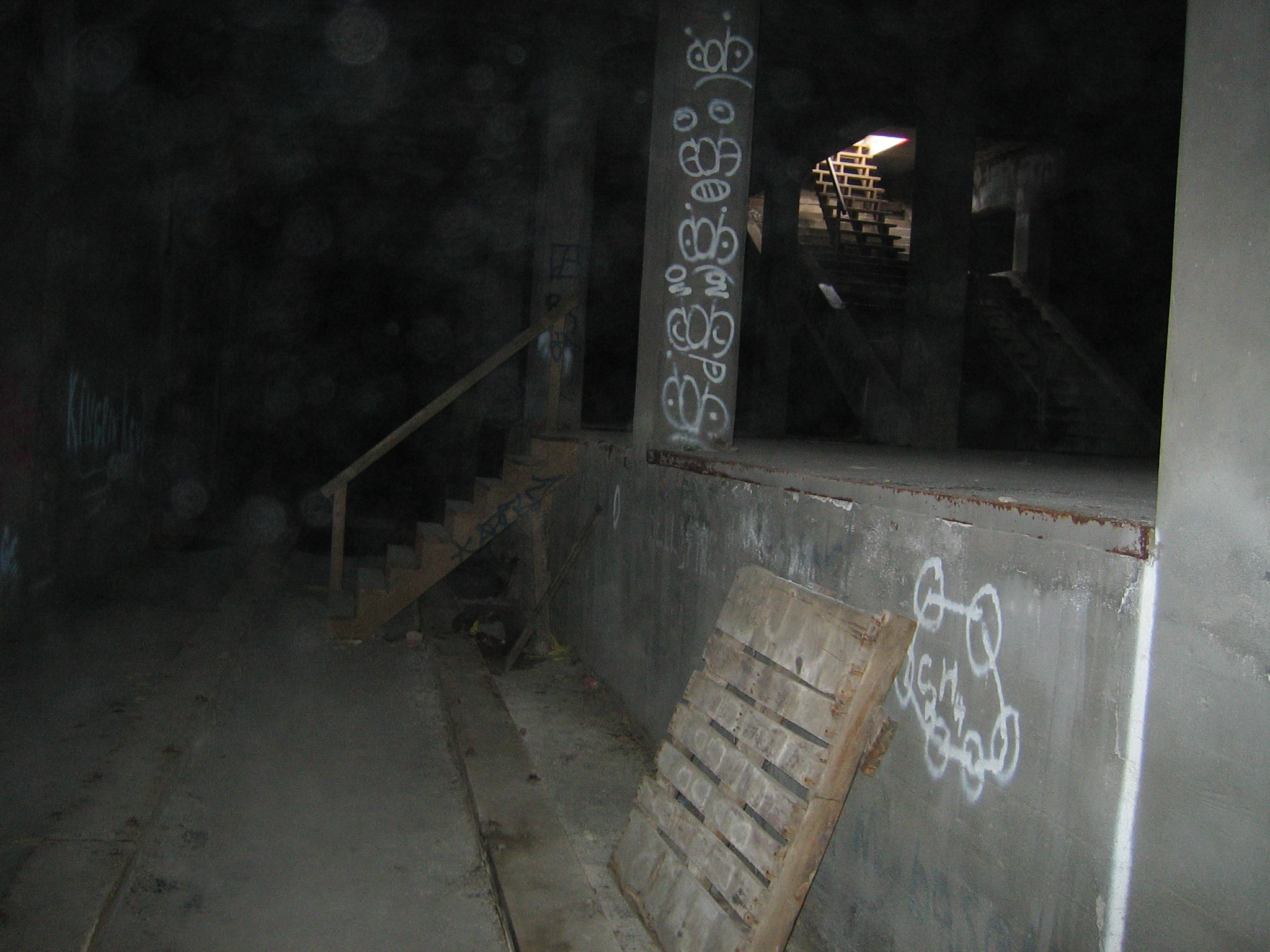
シンシナティのダウンタウンに残っている「地下鉄入口」

シンシナティ地下鉄の建設工事は1920年に始まった。ボストン地下鉄のケンブリッジ - ドルチェスター間の構造によく似たトンネルが、マイアミ・アンド・エリー運河の川床に埋設された。この運河はシンシナティのダウンタウンを通過していたが、使われなくなって久しくなっていた。そこで淀んだ水路を放置しておく代わりにここに線路を敷いて蓋をすることによって地下鉄を建設する計画が持ち上がり、実行に移された。しかし600万ドルの建設資金が底をつき、1927年に建設が無期限中断となった。約11kmの地下鉄トンネルが整備され軌道敷も完成したが、線路は敷かれなかった。1928年、地下鉄の上にボウルバード・セントラル・パークウェイ (Boulevard Central Parkway) が建設された。
現在、シンシナティ地下鉄は未完成のまま、線路の無い地下鉄トンネルと3つの「地下鉄入口」だけが残っている。2002年に高速鉄道建設のための増税を問う住民投票が行なわれたが、2対1近い比率で否決されてしまった。市の人口が著しく減少しており（1920年国勢調査時約40万人→2006年推計約30万人）、財政難もあって建設再開のめどは立っていない。

## 日本との関係
シンシナティ地下鉄は実現しなかった路線ゆえに現代では注目される事もほとんどないが、その建設時期は、東京における地下鉄計画・建設時期と重なっており、東京地下鉄道の技術課長が視察を行ったとの記録が残されている。当時の日本人技術者にとっては複々線のニューヨークの地下鉄は過剰設備と映ったようで、建設費が低廉であったシンシナティ地下鉄は、ボストン地下鉄などとともに簡便かつ必要な輸送需要を満たす地下鉄路線の実例として評価された。